# 27870 Jillwatson
27870 Jillwatson là một tiểu hành tinh vành đai chính với chu kỳ quỹ đạo là 1337.6310428 ngày (3.66 năm).
Nó được phát hiện ngày 12 tháng 11 năm 1995.